# غار حسن پهلوان ۲
اشکفت حسن پهلوان ۲ مربوط به دوران پارینه‌سنگی جدید- دوران فرادیرینه‌سنگی است و در شهرستان پاسارگاد، بخش هخامنش، دهستان مادر سلیمان، روستای مبارک‌آباد، انتهای تنگ بلاغی، تنگ حسن پهلوان واقع شده و این اثر در تاریخ ۱۸ شهریور ۱۳۸۷ با شمارهٔ ثبت ۲۳۲۱۴ به‌عنوان یکی از آثار ملی ایران به ثبت رسیده‌است.